# 胡丹詔
胡丹詔（17世紀—17世紀），字吾南，號喬臨，福建漳州府詔安縣人，明朝、南明政治人物。

## 生平
胡丹詔個性沉穩、堅持名節，天啟七年（1627年）舉福建鄉試第九名，崇禎十三年（1640年）成進士，任江西臨川縣知縣，在當地以興革為己任。縣內分為官戶、民戶，賦稅不均，他就上疏合併；又見到牢獄中見男女混處，嘆息說：「雖然他們被囚禁，但可否無別呢？」捐俸另外設置女監獄，仍供給月資。十五年（1642年）任江西鄉試考官，選拔者都是一時名士，著有《撫臨吏狀》行世，不久因為忤逆忤權貴辭官回鄉。
隆武年間，胡丹詔累遷至戶部廣西司郎中，其後清朝定鼎，曾在順治十三年（1656年）和詔安知縣歐陽明憲監築縣城、學宮和城隍。

## 引用
1. 1 2  民國《詔安縣志·卷十三·人物志》：胡丹詔，字吾南，號喬臨，崇禎庚辰科成進士，端方沉毅，名節自持。授江西臨川知縣，至則飲氷茹蘖，以興革為己任，邑舊有官民戶之分，苦樂不均，遂力疏削合於圜；狴中見男女混處，嘆曰：「若輩雖罣眚咎，可令無別乎？」捐俸另置女監仍給月資。壬午與省試，甄拔皆一時名士，著有《撫臨吏狀》行世，未逾考成，因忤權貴解組歸，迨清朝定鼎，維時哀鴻甫集；丙申春與邑侯歐陽公同監築縣城及衙署學宮城隍，一時雉堞森然，百堵皆興，蓋實有勞績焉。
2. ↑  民國《詔安縣志·卷十二·選舉志》：（天啟）七年丁卯戴震雷（舉人）榜二人 胡丹詔 中式第九名，見進士，有傳
3. ↑  錢海岳《南明史·卷四十三·列傳第十九》：（隆武）時戶部司官：……胡丹詔，泉州南安【漳州詔安】人。崇禎十三年進士。臨川知縣，累遷廣西司郎中。